# Донас (Италия)
 Тази статия е за градчето в Северна Италия.  За американската рок група вижте Донас.  
Дона̀с (на италиански и на френски: Donnas, на местен диалект: Dounas, Доунас, от 1946 до 1976 г. Donnaz, Донац) е малко градче и община в Северна Италия, автономен регион Вале д'Аоста. Разположено е на 322 m надморска височина. Населението на общината е 2601 души (към 2010 г.).